# Torresandino
Torresandino è un comune spagnolo di 657 abitanti situato nella comunità autonoma di Castiglia e León.